# Valkyrie III
| Valkyrie III                 | Valkyrie III                                                          | Valkyrie III |
| Technische Daten (Überblick) | Technische Daten (Überblick)                                          |              |
| ---------------------------- | --------------------------------------------------------------------- | ------------ |
| Takelung:                    | 1-Mast-Rennkutter                                                     |              |
| Segelklasse:                 | Big-Class (America’s Cup)                                             |              |
| Länge über alles (Lüa):      | 39,31 m                                                               |              |
| Länge (Wasserlinie):         | 26,65 m                                                               |              |
| Breite über alles (Büa):     | 7,92 m                                                                |              |
| Tiefgang:                    | 5,97 m                                                                |              |
| Verdrängung:                 | 166,9 Tonnen                                                          |              |
| Großmasthöhe:                | 29,50 m                                                               |              |
| Topmasthöhe:                 | 16,89 m                                                               |              |
| Großbaumlänge:               | 32,00 m                                                               |              |
| Bugspriet:                   | 9,98 m                                                                |              |
| Segelfläche:                 | 1172,52 m²                                                            |              |
| Segelmacher:                 | Ratsey & Lapthorn, Cowes                                              |              |
| Motorisierung:               | nicht vorhanden                                                       |              |
| Konstrukteur:                | George Lennox Watson                                                  |              |
| Baujahr:                     | 1895                                                                  |              |
| Stapellauf:                  | 27. Mai 1895                                                          |              |
| Werft:                       | D. & W. Henderson & Company, Schottland                               |              |
| Werftstandort:               | Partick on the Clyde                                                  |              |
| Eignergemeinschaft:          | Lord Dunraven; Lord Londsale; Lord Wolverton; Captain Henry McCalmont |              |
| Skipper:                     | William Cranfield                                                     |              |
| Flagge:                      | Vereinigtes Königreich                                                |              |
| Nutzung:                     | Regattayacht                                                          |              |
| Clubstander:                 | Royal Yacht Squadron (RYS)                                            |              |
| Revier:                      | britische Gewässer                                                    |              |

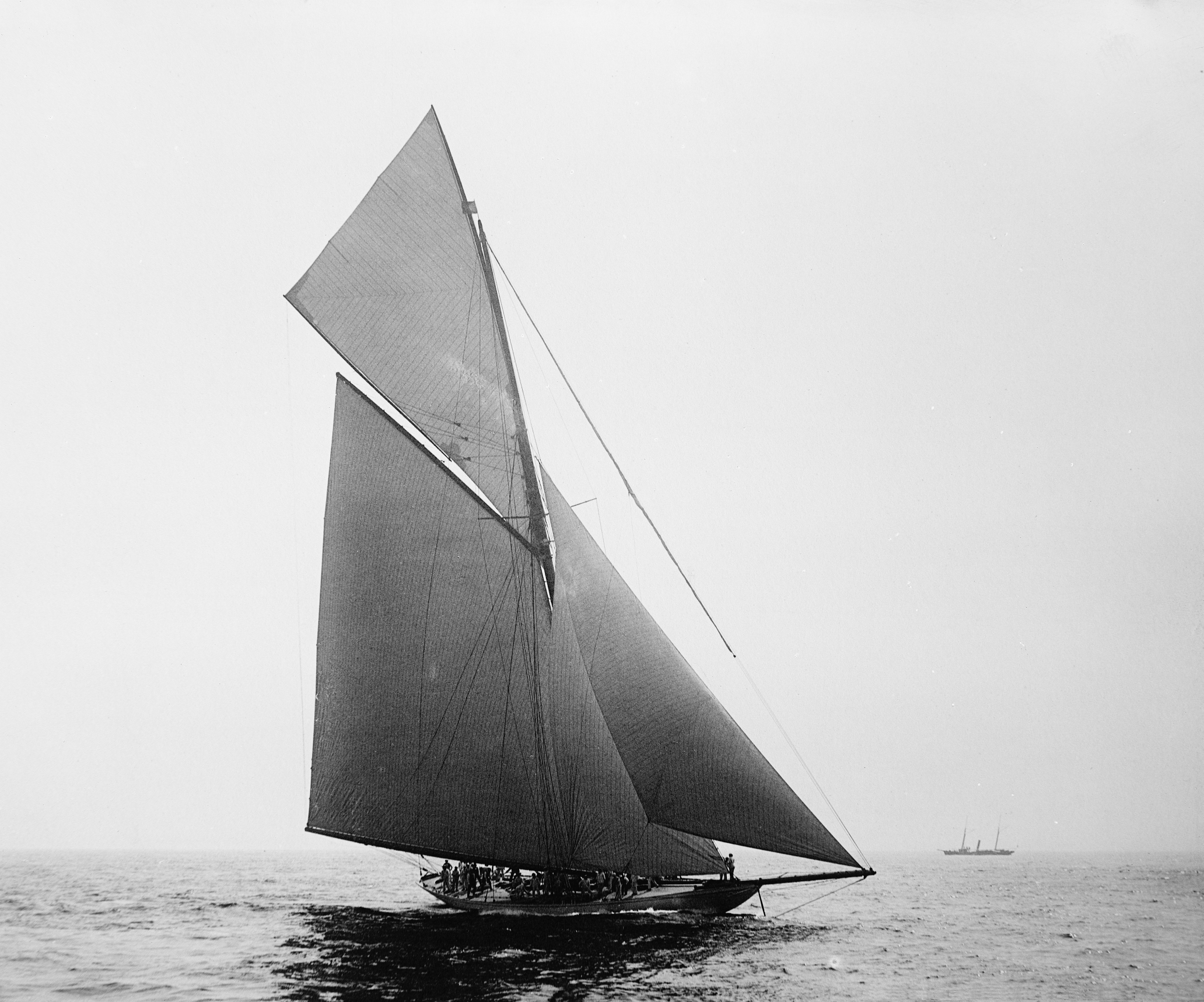
Valkyrie III vor New York, 1895

Valkyrie III war die erfolglose britische Herausfordereryacht (englisch challenger) im neunten America’s-Cup-Wettbewerb im Jahr 1895 gegen die US-amerikanische Verteidiger-Yacht (englisch defender) Defender.

## PorträtValkyrie III

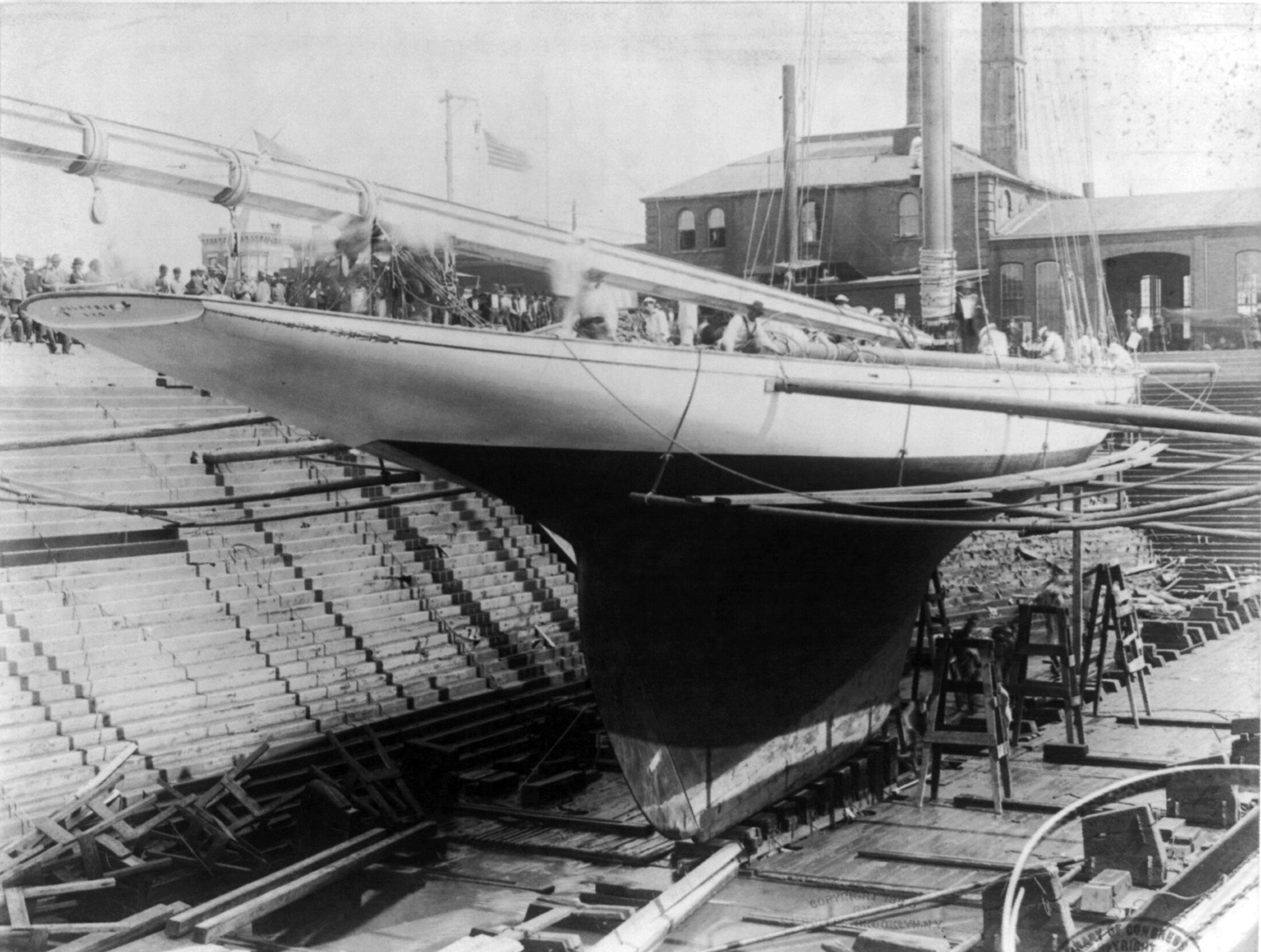
Valkyrie III im Trockendock, 1895

Valkyrie III war ein gaffelgeriggter Renn-Kutter, entworfen von dem zu seiner Zeit renommierten schottischen Yachtkonstrukteur George Lennox Watson, dem die Eigner bei der Konstruktion völlig freie Hand ließen. Sie wurde wie ihre Vorgängerin Valkyrie II im Jahr 1895 auf der Werft D. & W. Henderson & Company in Partick on the Clyde am Fluss Clyde in Schottland gebaut. Valkyrie III gehörte einer Eignergemeinschaft bestehend aus Lord Dunraven (Windham Thomas Wyndham-Quin, 4th Earl of Dunraven and Mount-Earl), Lord Londsale, Lord Wolverton, und Captain Henry McCalmont, alle Mitglieder des königlichen Yachtclubs Royal Yacht Squadron auf der Isle of Wight.
Die Yacht Valkyrie III hatte einen Holzrumpf aus Ulmenholz im Unterwasserschiff und Teakholz im Überwasserbereich auf Stahlspanten (Komposit-Bauweise) und ein Deck aus Whitepine (Kiefer). Die Segel lieferte die Segelmacherei Ratsey & Lapthorn aus Cowes auf der Isle of Wight. Der Stapellauf erfolgte am 27. Mai 1895.
Nach ersten Segeltests am 1. Juni 1895 startete sie dreimal gegen Britannia und verlor zweimal. Nachdem man auf der Werft den Kielballast um 12 Tonnen erhöht hatte, besiegte Valkyrie III die Konkurrentinnen Britannia und Ailsa (Baujahr 1895, konstruiert von William Fife III.) in einem Rennen und erneut Ailsa in einer privaten Wettfahrt.

## 9. America’s Cup
Nach diesen wenigen Wettfahrten mit unterschiedlichen Erfolgen überquerte Valkyrie III den Nordatlantik nach Nordamerika, um sich als britischer Herausforderer im 9. America’s Cup in New York vom 7. – 12. September 1895 zu präsentieren. Später warf man der Eignergemeinschaft der Valkyrie III vor, sich nicht ausreichend in heimischen Gewässern mit starken Gegnern auf den Wettbewerb vor New York vorbereitet zu haben.
Valkyrie III verlor alle drei Wettfahrten der auf fünf Wettfahrten angesetzten Regatta des 9. America’s Cup gegen die von Nathanael Herreshoff entworfene und unter dem Stander des New York Yacht Club segelnde Verteidiger-Yacht Defender.
Führungsteam der Valkyrie III:
- Skipper: William Cranfield assistiert von Kapitän Edward Sycamore
- Afterguard (Taktik und Navigation): H. Maitland Kersey, Arthur Glennie, George L. Watson, Thomas W. Ratsey, Lady Rachel Wyndham-Quin, Lady Eileen Wyndham-Quin.

### 1. Wettfahrt
Die erste Wettfahrt fand am 7. September 1895 mit einem (wie heute im America’s Cup üblichen) Up-and-Down-Kurs (Luv-Lee-Kurs) statt: 15 Seemeilen vom Startpunkt Schottland Feuerschiff (Scotland Lightship) luvwärts (gegen den Wind) und zurück. Die US-amerikanische Yacht Defender besiegte Valkyrie III mit 8 Minuten und 49 Sekunden nach berechneter Zeit.

### 2. Wettfahrt
Die zweite Wettfahrt startete am 10. September 1895 als Dreieckswettfahrt (gleichseitiges Dreieck) über eine Distanz von 30 Seemeilen. Valkyrie III siegte mit einem Vorsprung von 47 Sekunden vor Defender, wurde aber vom Regattakommittee disqualifiziert und Defender zum Sieger erklärt.

### 3. Wettfahrt
Die dritte Wettfahrt am 12. September 1895 war ein Up-and-Down-Kurs über 40 Seemeilen und wurde vom Feuerschiff Sandy Hook aus gestartet. Defender wurde vom Regattakommittee zum Sieger erklärt, da Valkyrie III nicht an den Start gegangen war.

### Nachspiel und Konsequenzen
Während der Wettfahrten war der Eigner Lord Dunraven sehr gereizt, er beschuldigte die Amerikaner, sie hätten bei den Wettfahrten betrogen. Er startete eine große publizistische Kontroverse, die so hohe Wellen schlug, dass man sich zu der damaligen Zeit eine Zukunft des America’s Cup nicht weiter vorstellen konnte.
Nachdem Lord Dunraven zweimal im America’s Cup verloren hatte und in der anschließenden Debatte unterlag, beendete er seine Seglerkarriere, überführte die Yacht Valkyrie III nach Großbritannien, legte die Yacht für die nächsten Jahre an eine Mooring-Boje und segelte sie nicht mehr.

## Weitere Verwendung
1899 wurde Valkyrie III grundlegend überholt und modernisiert (Refit) und segelte als Sparringspartner und Trainingsyacht gegen die Yacht Shamrock I von Sir Thomas Lipton, die die Amerikaner im 10. America’c Cup im Jahr 1899 herausforderte und verlor.
Im Jahr 1901 wurde die AC-Yacht Valkyrie III abgewrackt.